# RimWorld
RimWorld est un jeu de gestion créé par Ludeon Studios. Il est initialement sorti le 4 novembre 2013 en Alpha, le 15 juillet 2016 le jeu est sorti en accès anticipé sur Steam. La version 1.0 est sortie le 17 octobre 2018.
Le jeu a été l'objet d'une présentation par le célèbre youtubeur francophone Joueur Du Grenier le 17 octobre 2021.

## Système de jeu
L'objectif principal du jeu est d'étendre une colonie faite de survivants d'un accident de vaisseau spatial. Quand les joueurs ont récupéré assez de ressources ils peuvent s'échapper de la planète. Le jeu a une vue dimensionnelle de haut en bas. L'histoire du jeu est produite aléatoirement par un conteur d'IA. Les mécaniques de jeu (combat, physiologique) s'inspirent directement de Dwarf Fortress et d'autres genres.
Le jeu offre des difficultés particulièrement exigeantes conçues pour mettre les joueurs les plus expérimentés en échec, l'objectif assumé étant de faire vivre au joueur une expérience intense.
Il est possible à la création d'une partie d'interdire le rechargement d'une ancienne sauvegarde à l'aide du "mode engagement", dans l'objectif de rendre inévitables les conséquences des erreurs du joueur.

### Les personnages
Les personnages ont généralement deux occupations passées décrivant ce qu'ils ont fait dans leur enfance et une fois adulte (l'occupation de leur vie adulte étant parfois absente pour les personnages jeunes). Ces occupations passées, attribuées aléatoirement à chaque personnage, ont une influence très forte sur le personnage et ses capacités. Les personnages ont aussi des besoins, qui vont du plus simple au plus complexe. Le plus simple inclut la nourriture, etc. Le plus complexe inclut l'environnement dans lequel il vit. Il est primordial de ne pas négliger le bien-être psychologique des colons, sans quoi ils pourraient être soumis à des accès de folie.

### Les animaux
La version alpha 12, sortie le 21 août 2015, introduit l'apprivoisement d'animaux, leur commerce, leur formation et leur reproduction. À partir de cette version les animaux peuvent se reproduire et être apprivoisés avec de la nourriture : ils améliorent l'humeur de leur maître et peuvent attaquer ses ennemis. Un facteur d'intelligence aléatoire des animaux a été ajouté pour déterminer quelles compétences ceux-ci peuvent apprendre. Ces compétences varient de porteur à sauveur ou à défenseur. Les onze animaux ajoutés comprennent un éléphant, deux races de chien, des vaches, des poulets, un Boomalope. Leur reproduction, notamment, a été ajoutée à la demande des fans ; elle permet beaucoup plus de liberté au joueur dans la gestion de ses populations animales.

## Mode de jeu
Il y a trois modes de jeu :
- Cassandra "Classique" : augmente progressivement la difficulté du jeu.
- Phoebe l'Amicale : donne des grandes périodes de paix mais les désastres sont toujours stimulants si elle est mise à une haute difficulté.
- Randy l'Aléatoire : fournit des événements imprévisibles au joueur. Les désastres sont aléatoirement produits et peuvent arriver à tout moment.

## Contenu additionnel
Une première extension RimWorld – Royalty est sortie le 24 février 2020, en même temps que la version 1.1. Elle rajoute un système de quête procédurale et un principe de royauté.
L'extension Ideology est sortie fin juillet 2021, avec la version 1.3. Elle permet de créer sa propre religion ou idéologie.
Une troisième extension, Biotech, est sortie en octobre 2022 en même temps que la version 1.4. Elle rajoute par exemple la possibilité d'élever des enfants, d'effectuer des modifications génétiques ou encore de contrôler des méchanoïdes, des robots semi-conscients conçus pour le travail et le combat.
Une quatrième extension, Anomaly, est sortie le 11 Avril 2024, en même temps que la version 1.5. Elle ajoute une dimension horrifique au jeu lorsque vos colons invoquent accidentellement  un dieu-machine maléfique par l’intermédiaire d’un étrange monolithe tombé du ciel. Elle augmente aussi la difficulté de vos partie avec beaucoup plus d'ennemis a combattre. Cette atmosphère sombre et mystérieuse est notamment inspirée d’œuvres telles que Cabin in the Woods, The Thing, The Cthulhu mythos ou encore Hellraiser.
Une cinquième extension, Odyssey, est sortie le 11 juillet 2025, avec la version 1.6. Elle ajoute notamment la possibilité de construire son vaisseau spatial et d'explorer la planète ainsi que l'espace proche à bord de ce dernier.

## Mods
Les mods sont des contenus téléchargeables créés par la communauté de RimWorld. Les mods rajoutent de nouvelles fonctionnalités comme la personnalisation des colons de départ. Il est aussi possible de jouer en multijoueur grâce à un mode développé par le modeur Zetrith.

## Bannisement en Australie
En février 2022, une version du jeu sur consoles, jusque-là non annoncée, s'est vu refuser sa classification par l'Australian Classification Board en raison de ses représentations de consommation de drogues. Le jeu a été retiré de la boutique numérique Steam pour les utilisateurs australiens sans l'avis des développeurs. Ces derniers ont déclaré ne pas être certains des motifs de cette décision, mais « travailler à résoudre ce problème et à rendre RimWorld à nouveau accessible à tous dès que possible ». Le 20 avril 2022, le jeu a été classé R18+ en Australie et a été de nouveau disponible sur Steam.